# Martin Meylin
Martin Meylin (sinh năm 1665, Rhineland-Palatinate, về sau là Phổ – mất năm 1749 (83–84 tuổi), Xã West Lampeter, Quận Lancaster, Pennsylvania) là thợ làm súng nổi tiếng nhờ việc phát minh ra Súng của Daniel Boone là khẩu "Súng trường dài Kentucky".

## Đời tư
Năm 1710, Martin Meylin rời khỏi Zurich đi đến Pequea nơi ngày nay là Quận Lancaster, Pennsylvania cùng với một nhóm người Mennonite khác. Ông được nhận 265 mẫu đất từ mảnh đất rộng 10.000 mẫu do William Penn cấp cho những người định cư đến từ xứ Palatinate.
Lịch sử địa phương ghi chép rằng Martin Meylin vốn là thợ làm súng hoặc thợ rèn, và con trai của Martin Meylin tên gọi Martin Meylin (II) cũng hành nghề này. Do đó, rất khó phân tích nguồn sử liệu này vì không phải lúc nào cũng rõ ràng Meylin nào được đề cập đến trong bất kỳ tài liệu cụ thể nào.

## Súng trường Mỹ
Martin Mylin dân Quận Lancaster được ghi nhận là người đã phát minh ra loại súng trường dài mà sau này gọi là "Súng trường Pennsylvania" hoặc "Súng trường Kentucky" nổi tiếng của lính xung kích. Khẩu "súng trường dài" này được coi là một bước phát triển quan trọng của những người sưu tập súng, vì nó kết hợp các đặc điểm của súng trường Anh, cơ chế kiểu Đức và bao gồm một nòng đặc biệt dài để có độ chính xác cao. Kết quả là một vũ khí hiệu quả, "đặc trưng của người Mỹ.